# Linden (Greding)

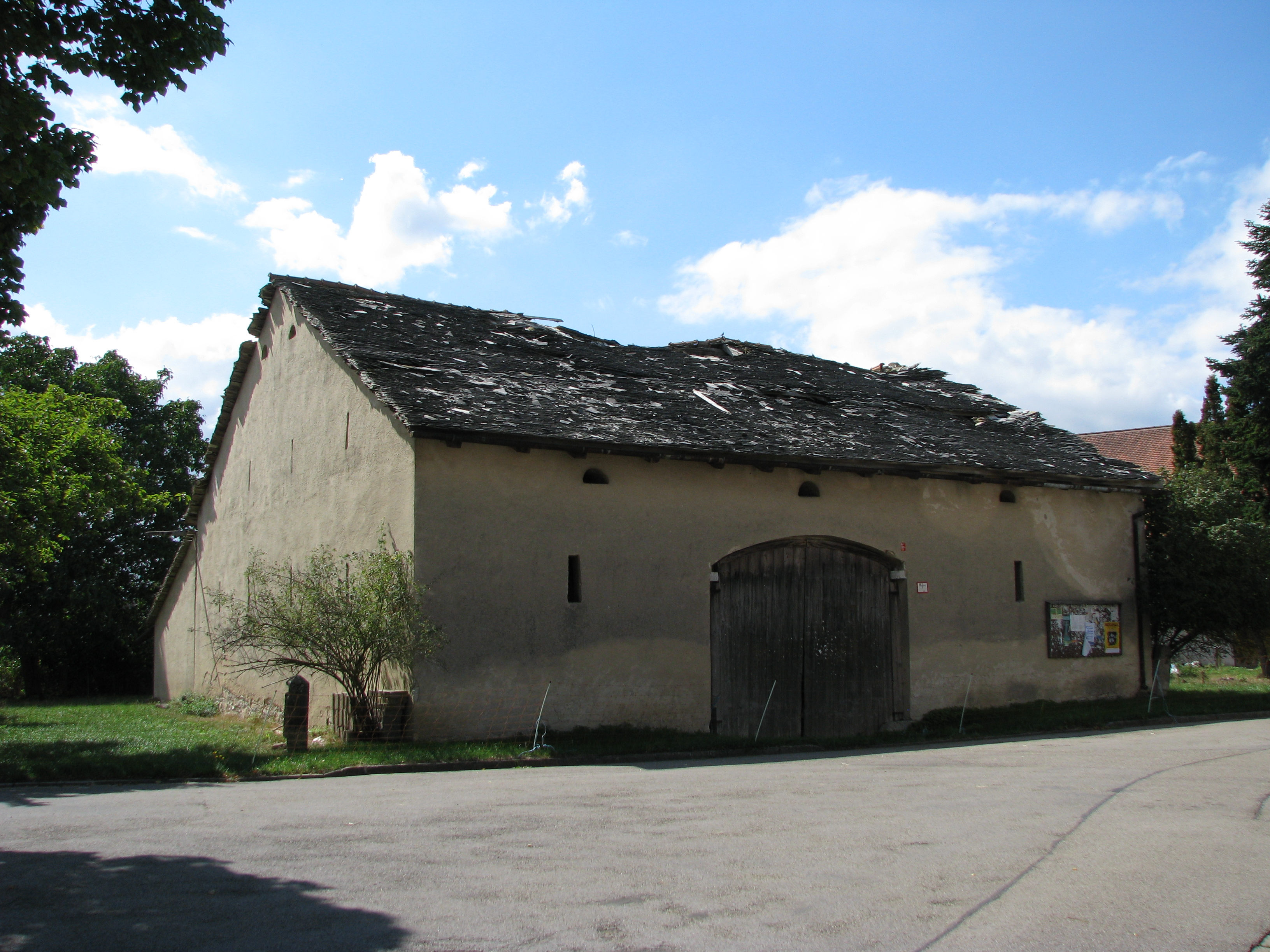
Jurastadel bei der Wallfahrtskirche

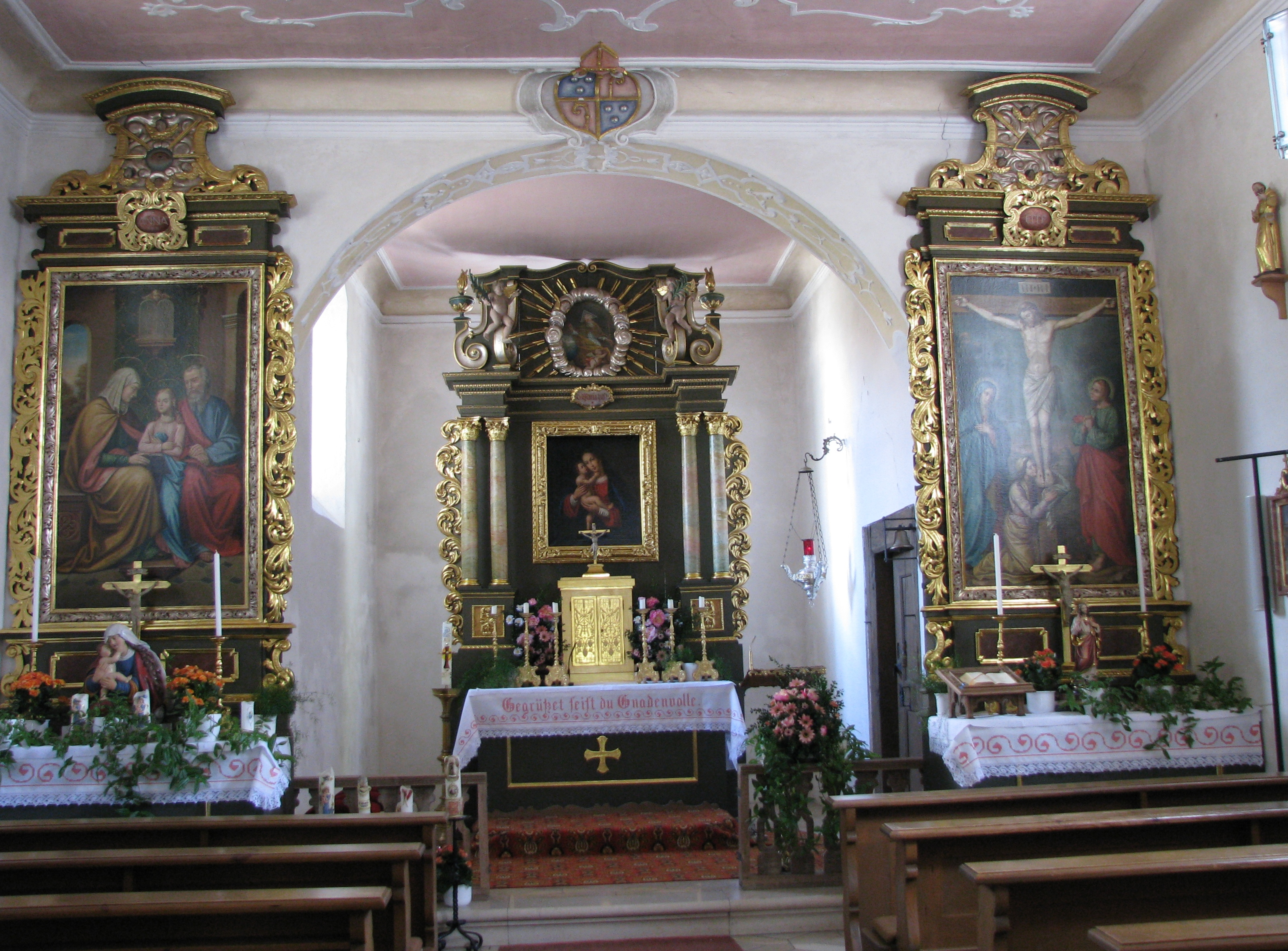
Blick in die Wallfahrtskirche

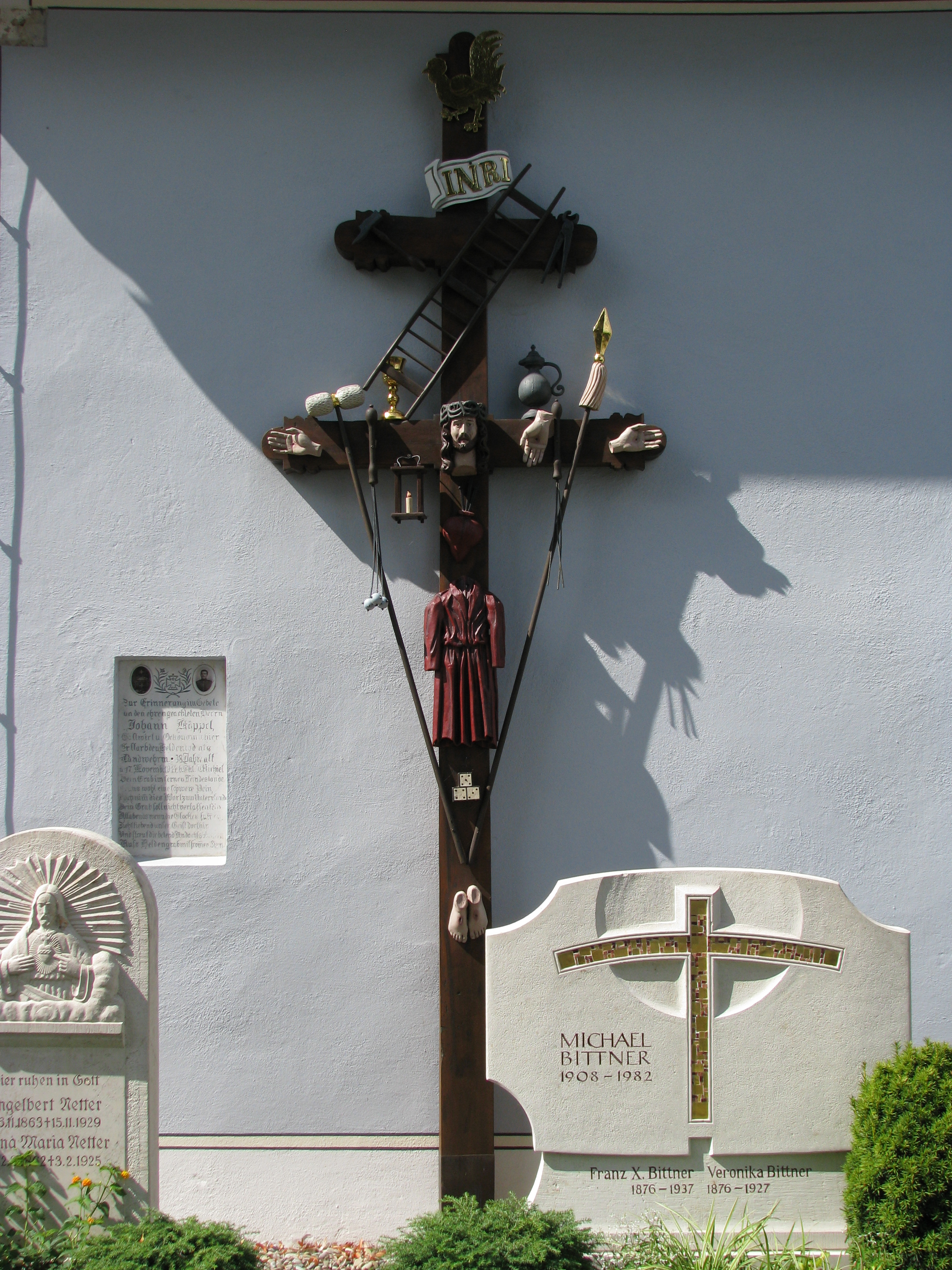
Arma Christi-Kreuz an der Wallfahrtskirche

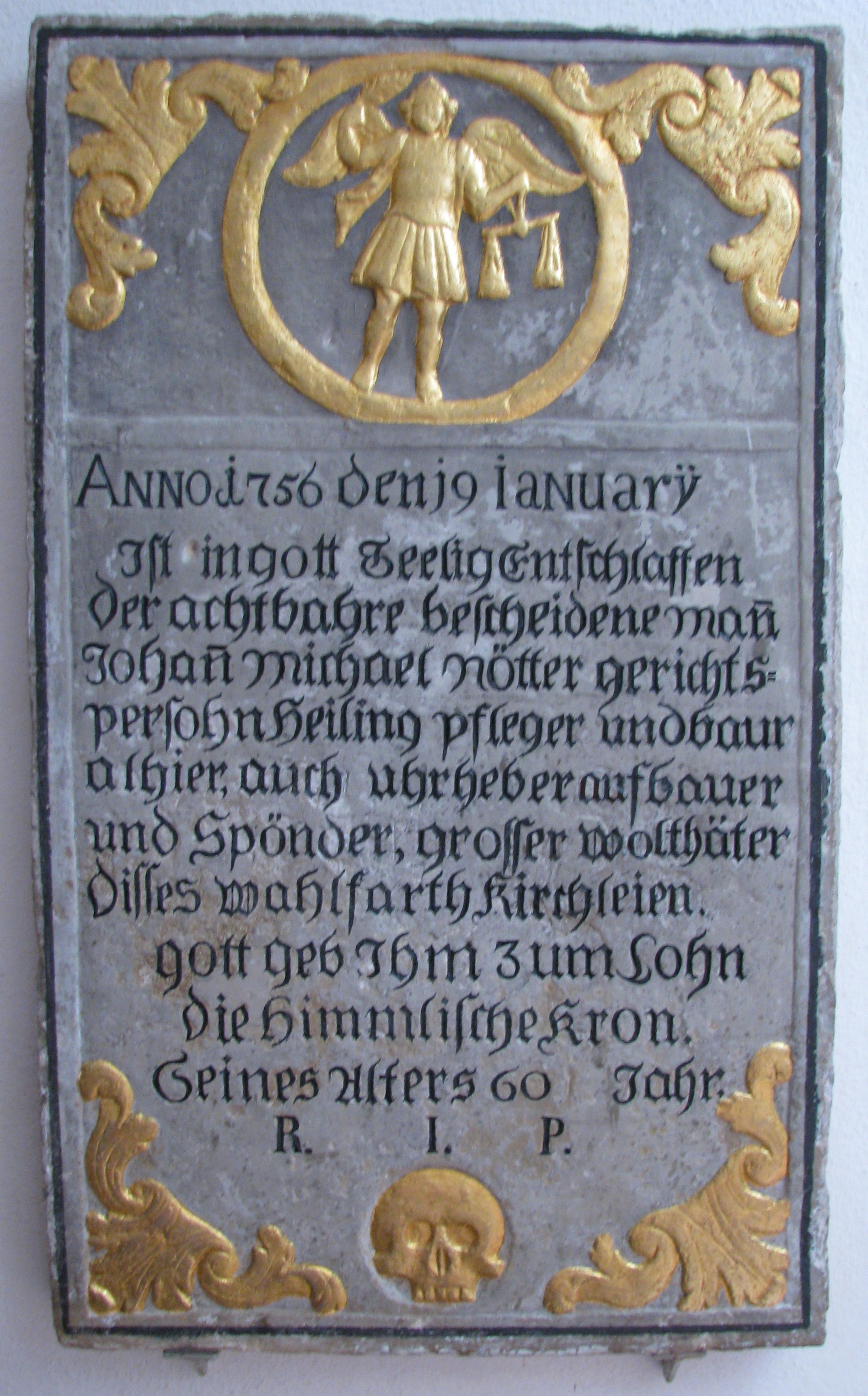
Netter-Epitaph in der Wallfahrtskirche

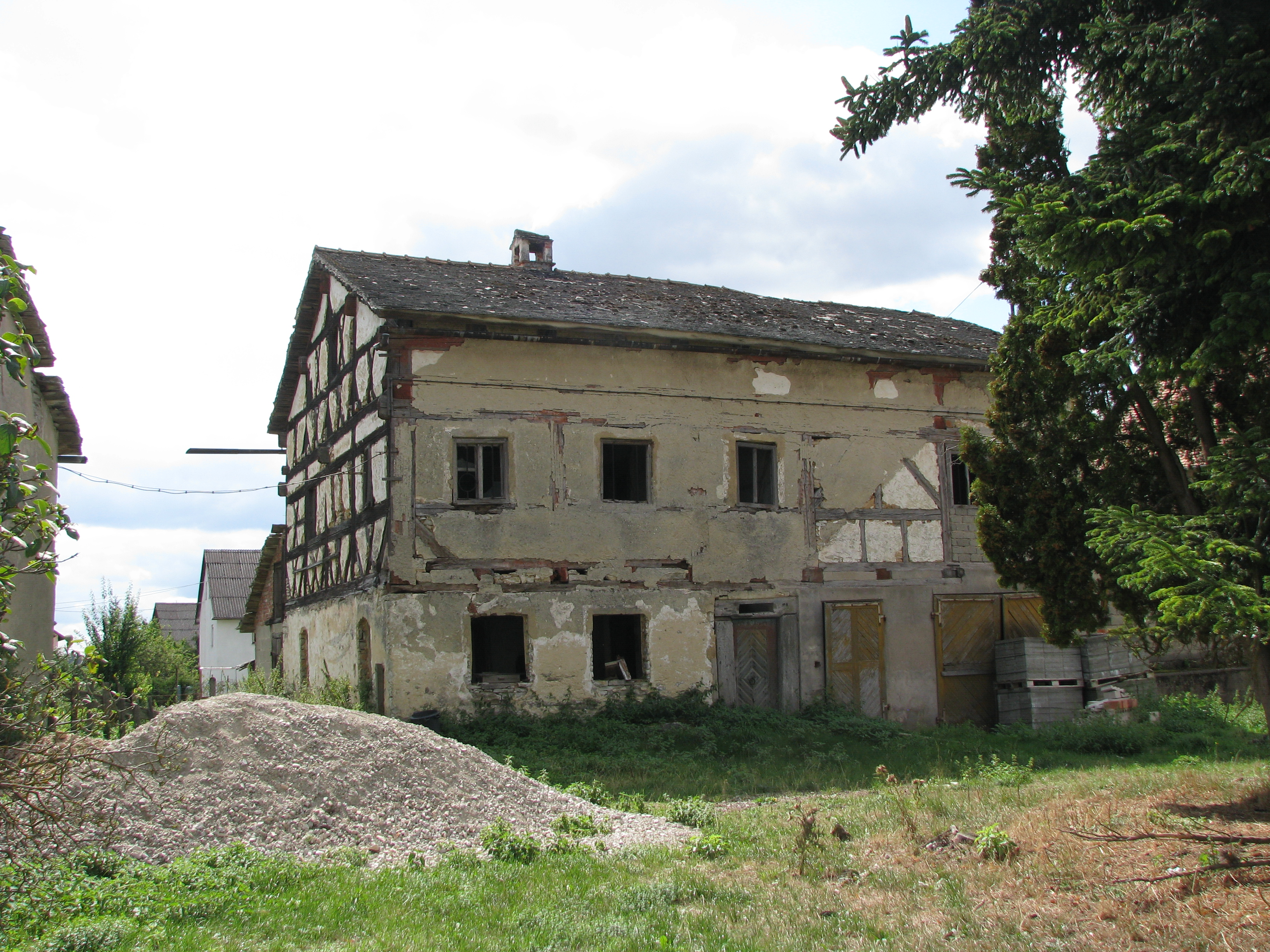
Fachwerk-Wohnstallhaus

Linden ([ˈlɪndn̩] ) ist ein Gemeindeteil der Stadt Greding im Landkreis Roth (Mittelfranken, Bayern) Linden liegt in der Gemarkung Kraftsbuch.

## Lage
Das Kirchdorf liegt auf der Albhochfläche des Weißen Jura auf 521 m ü. NHN nördlich des Anlautertales, westlich des Heimbaches und östlich des Morsbaches. Etwa 300 Meter östlich von Linden beginnt auf 510 m ü. NHN der etwa ein Kilometer lange „Lindener Graben“, ein bewaldetes Trockental, das hin zu Heimbachtal auf circa 450 m ü. NHN abfällt und 200 Meter vor dem Heimbachtal vom Euerwangtunnel der ICE-Strecke Nürnberg–Ingolstadt untertunnelt ist. Südlich von Linden steigt die Flur „Lindener Bühl“ auf 523 m ü. NHN an. Linden liegt an einer Gemeindeverbindungsstraße, die von Euerwang über Linden in nordwestlicher Richtung zur Staatsstraße 2336 führt. Diese verläuft von Grafenberg her kommend über Kraftsbuch zum Gemeindesitz Greding.

## Geschichte
Die Ansiedelung „zu den Linden“ ist erstmals 1286 urkundlich erwähnt. 1305 gehörte „Linten“ zu dem der Kirche von Eichstätt zugesprochenen Teil der Hirschberger Erbschaft. Laut einem Salbuch von 1447 war Linden zum hochstiftischen Amt Brunneck zugeordnet (im 16. Jahrhundert mit dem Amt Titting-Raitenbuch vereinigt), nach einem Salbuch von 1518 zumindest mit einigen Hintersassen dem hochstiftischen Richteramt Greding.
Gegen Ende des Alten Reiches, um 1800, bestand Linden aus neun Untertanen-Anwesen, von denen drei dem hochstiftischen Richteramt Greding, weitere drei dem hochstiftischen Kastenamt Titting-Raitenbuch, zwei dem eichstättischen Hofkastenamt und eines dem Domkapitel zu Eichstätt gehörten. Die Hochgerichtsbarkeit und die Dorf- und Gemeindeherrschaft übte das Richteramt Greding aus.
Infolge des Reichsdeputationshauptschlusses kam das Hochstift Eichstätt und damit auch Linden 1802 an den Großherzog Erzherzog Ferdinand III. von Toskana und 1805/06 an das neue Königreich Bayern. 1808 wurde das Kirchdorf dem Steuerdistrikt Grafenberg unterstellt, der 1811 zur Ruralgemeinde Grafenberg wurde. Mit dem Gemeindeedikt von 1818 wurde Linden der neu gebildeten Gemeinde Kraftsbuch mit der Einöde Bleimerschloß zugeordnet. Zunächst war diese Gemeinde dem Landgericht und Rentamt Beilngries zugeordnet, ab 1812 dem Landgericht und Rentamt Greding.
1823 schildert der „Entwurf einer Medicinal-Topographie“ das Dorf so: „Frei, hoch, eben, Regenwasser, trokn. schwerer fruchtbarer Boden, schlechte Wege.“ 1840 gab es bei 54 „Seelen“ im Kirchdorf 13 Häuser mit zwölf Familien und die Kirche. Außer den Bauern waren unter den Bewohnern ein Wirt und ein Schmied. 1871 wurden von den 69 Dorfbewohnern 18 Pferde und 56 Stück Rindvieh gehalten. Die Kinder gingen um 1900 nach Euerwang zur Schule.
Im Zuge der Gebietsreform in Bayern wurde die Gemeinde Kraftsbuch und damit auch Linden zum 1. Januar 1972 in die Stadt Greding eingegliedert.

### Einwohnerentwicklung
- 1818: 46 (9 „Feuerstellen“ = Haushaltungen; 9 Familien)[14]
- 1823: 58 (10 Anwesen)[15]
- 1840: 54 (13 Häuser, 12 Familien)[16]
- 1871: 69 (35 Gebäude)[17]
- 1900: 65 (13 Wohngebäude)[18]
- 1937: 54[19]
- 1950: 82 (12 Anwesen)[20]
- 1961: 73 (11 Wohngebäude)[21]
- 1987: 70 (18 Wohngebäude, 17 Wohnungen)[22]
- 2016: 70

## Katholische Filialkirche Maria Hilf
Die Lindener Filialkirche zur Pfarrei Heimbach, die bis 1736 nach Altdorf gepfarrt war, geht auf eine Feldkapelle von 1712 des Bauern Johann Michael Netter/Nötter zurück, um dessen Mariahilf-Bildnis sich eine Wallfahrt entwickelte. 1722/23 erweiterte Netter die Kapelle „aus angefallenem Opfer aus Wachs, Eiern Schmalz Lämmern“ zu einer Privatkapelle, die 1727 noch einmal, und zwar auf 10,5 × 6,5 Meter erweitert, 1728 konsekriert und 1740 von Franz Horneis stuckiert wurde. Das Obergeschoss des Turmes mit spitzem Ziegelhelm stammt von 1795. Der Hochaltar von circa 1650 wurde 1728, als die Kanzel angebracht und die Seitenaltäre aufgestellt wurden, um den heutigen Aufzug ergänzt. Das 1891 eingebrachte Hochaltarblatt würdigt Felix Mader als „gutes Bild in dem bekannten Cranachschen Typus“. Ein Epitaph ist dem 1756 verstorbenen Johann Michael Netter gewidmet. Seit 1745 durften die Toten des Dorfes auf dem Friedhof an der Kirche bestattet werden. Seit 1749 gibt es eine Bruderschaft „Mariä Hilf“ (1937: „ohne Vermögen“). 1809 kam eine kleine Orgel des Eichstätter Orgelbauers Bittner auf die Empore, die 1896 durch eine 4-Register-Orgel aus Lauingen ersetzt wurde. 1889 erfolgte eine Renovierung durch den Maler Betz aus Berching. 1908 kamen neue Glocken von der Firma Oberascher in München in den Turm, die 1921 durch zwei Stahlglocken der Firma Ulrich und Wenla von Apolda ersetzt/ergänzt wurden. Um 1937 besaß die Kirche außerdem eine dritte Glocke, 1788 vom Glockengießer Stapff in Eichstätt gegossen. Im Zweiten Weltkrieg mussten Glocken zum Einschmelzen abgeliefert werden.

## Baudenkmäler
Außer dem Wallfahrtskirchlein gilt das aus dem 19. Jahrhundert stammende Wohnstallhaus Wallfahrtsstraße 7 in Jurabauweise mit Fachwerk-Obergeschoss als Baudenkmal.